# Wimbledon 1981
De 95e editie van het Britse grandslamtoernooi, Wimbledon 1981, werd gehouden van maandag 22 juni tot en met zaterdag 4 juli 1981. Voor de vrouwen was het de 88e editie van het graskampioenschap. Het toernooi werd gespeeld bij de All England Lawn Tennis and Croquet Club in de wijk Wimbledon van de Britse hoofdstad Londen.
Dit is het eerste grandslamtoernooi waarin Martina Navrátilová voor de Verenigde Staten uitkwam.
Op de enige zondag tijdens het toernooi (Middle Sunday) werd traditioneel niet gespeeld.
Het toernooi van 1981 trok 358.250 toeschouwers.

## Belangrijkste uitslagen
Mannenenkelspel

Finale: John McEnroe (Verenigde Staten) won van Björn Borg (Zweden) met 4-6, 7-6, 7-6, 6-4
Vrouwenenkelspel

Finale: Chris Evert-Lloyd (Verenigde Staten) won van Hana Mandlíková (Tsjecho-Slowakije) met 6-2, 6-2
Mannendubbelspel

Finale: John McEnroe (Verenigde Staten) en Peter Fleming (Verenigde Staten) wonnen van Bob Lutz (Verenigde Staten) en Stan Smith (Verenigde Staten) met 6-4, 6-4, 6-4
Vrouwendubbelspel

Finale: Martina Navrátilová (Verenigde Staten) en Pam Shriver (Verenigde Staten) wonnen van Kathy Jordan (Verenigde Staten) en Anne Smith (Verenigde Staten) met 6-3, 7-6
Gemengd dubbelspel

Finale: Betty Stöve (Nederland) en Frew McMillan (Zuid-Afrika) wonnen van Tracy Austin (Verenigde Staten) en John Austin (Verenigde Staten) met 4-6, 7-6, 6-3
Meisjesenkelspel

Finale: Zina Garrison (Verenigde Staten) won van Rene Uys (Zuid-Afrika) met 6-4, 3-6, 6-0
Jongensenkelspel

Finale: Matt Anger (Verenigde Staten) won van Pat Cash (Australië) met 7-6, 7-5 
Dubbelspel bij de junioren werd voor het eerst in 1982 gespeeld.

## Toeschouwersaantallen en bezoekerscapaciteit
|           |        | Eerste week |         | Tweede week |
| --------- | ------ | ----------- | ------- | ----------- |
| Maandag   |        | 32.075      |         | 34.875      |
| Dinsdag   | 32.516 | 31.345      |         |             |
| Woensdag  | 36.676 | 24.917      |         |             |
| Donderdag | 37.161 | 21.962      |         |             |
| Vrijdag   | 35.559 | 18.639      |         |             |
| Zaterdag  | 33.295 | 19.230      |         |             |
| Zondag    | –      | –           |         |             |
| Totaal    |        | 358.250     | 358.250 | 358.250     |

| Baan                           | Zitplaatsen                    | Staanplaatsen                  |                                | Baan                           | Zitplaatsen   |
| ------------------------------ | ------------------------------ | ------------------------------ | ------------------------------ | ------------------------------ | ------------- |
| Centre Court                   | 11.739                         | 2.750                          |                                | Court No. 9                    | –             |
| Court No. 1                    | 6.350                          | 1.500                          | Court No. 10                   | –                              |               |
| Court No. 2                    | 2.020                          | 1.000                          | Court No. 11                   | –                              |               |
| Court No. 3                    | 800                            | –                              | Court No. 12                   | –                              |               |
| Court No. 4                    | –                              | –                              | Court No. 13                   | 1.450                          |               |
| Court No. 5                    | –                              | –                              | Court No. 14                   | 740                            |               |
| Court No. 6                    | 250                            | –                              | Court No. 15                   | –                              |               |
| Court No. 7                    | 250                            | –                              | Court No. 16                   | –                              |               |
| Court No. 8                    | –                              | –                              | Court No. 17                   | –                              |               |
| Totaal zitplaatsen             | Totaal zitplaatsen             | Totaal zitplaatsen             | Totaal zitplaatsen             | Totaal zitplaatsen             | 23.599        |
| Totaal staanplaatsen           | Totaal staanplaatsen           | Totaal staanplaatsen           | Totaal staanplaatsen           | Totaal staanplaatsen           | 5.250         |
|                                |                                |                                |                                |                                |               |
| Bezoekerscapaciteit tennispark | Bezoekerscapaciteit tennispark | Bezoekerscapaciteit tennispark | Bezoekerscapaciteit tennispark | Bezoekerscapaciteit tennispark | 31.000-32.000 |

1877 · 1878 · 1879 · 1880 · 1881 · 1882 · 1883 · 1884 · 1885 · 1886 · 1887 · 1888 · 1889 · 1890 · 1891 · 1892 · 1893 · 1894 · 1895 · 1896 · 1897 · 1898 · 1899 · 1900 · 1901 · 1902 · 1903 · 1904 · 1905 · 1906 · 1907 · 1908 · 1909 · 1910 · 1911 · 1912 · 1913 · 1914 · 1915–1918 · 1919 · 1920 · 1921 · 1922 · 1923 · 1924 · 1925 · 1926 · 1927 · 1928 · 1929 · 1930 · 1931 · 1932 · 1933 · 1934 · 1935 · 1936 · 1937 · 1938 · 1939 · 1940–1945 · 1946 · 1947 · 1948 · 1949 · 1950 · 1951 · 1952 · 1953 · 1954 · 1955 · 1956 · 1957 · 1958 · 1959 · 1960 · 1961 · 1962 · 1963 · 1964 · 1965 · 1966 · 1967
↓ open tijdperk ↓
1968 (m-v-md-vd-gd) · 1969 (m-v-md-vd-gd) · 1970 (m-v-md-vd-gd) · 1971 (m-v-md-vd-gd) · 1972 (m-v-md-vd-gd) · 1973 (m-v-md-vd-gd) · 1974 (m-v-md-vd-gd) · 1975 (m-v-md-vd-gd) · 1976 (m-v-md-vd-gd) · 1977 (m-v-md-vd-gd) · 1978 (m-v-md-vd-gd) · 1979 (m-v-md-vd-gd) · 1980 (m-v-md-vd-gd) · 1981 (m-v-md-vd-gd) · 1982 (m-v-md-vd-gd) · 1983 (m-v-md-vd-gd) · 1984 (m-v-md-vd-gd) · 1985 (m-v-md-vd-gd) · 1986 (m-v-md-vd-gd) · 1987 (m-v-md-vd-gd) · 1988 (m-v-md-vd-gd) · 1989 (m-v-md-vd-gd) · 1990 (m-v-md-vd-gd) · 1991 (m-v-md-vd-gd) · 1992 (m-v-md-vd-gd) · 1993 (m-v-md-vd-gd) · 1994 (m-v-md-vd-gd) · 1995 (m-v-md-vd-gd) · 1996 (m-v-md-vd-gd) · 1997 (m-v-md-vd-gd) · 1998 (m-v-md-vd-gd) · 1999 (m-v-md-vd-gd) · 2000 (m-v-md-vd-gd) · 2001 (m-v-md-vd-gd) · 2002 (m-v-md-vd-gd) · 2003 (m-v-md-vd-gd) · 2004 (m-v-md-vd-gd) · 2005 (m-v-md-vd-gd) · 2006 (m-v-md-vd-gd) · 2007 (m-v-md-vd-gd) · 2008 (m-v-md-vd-gd) · 2009 (m-v-md-vd-gd) · 2010 (m-v-md-vd-gd) · 2011 (m-v-md-vd-gd) · 2012 (m-v-md-vd-gd) · 2013 (m-v-md-vd-gd) · 2014 (m-v-md-vd-gd) · 2015 (m-v-md-vd-gd) · 2016 (m-v-md-vd-gd) · 2017 (m-v-md-vd-gd) · 2018 (m-v-md-vd-gd) · 2019 (m-v-md-vd-gd) · 2020 · 2021 (m-v-md-vd-gd) · 2022 (m-v-md-vd-gd) · 2023 (m-v-md-vd-gd) · 2024 (m-v-md-vd-gd)
Lijst van Wimbledonwinnaars · Toernooien per editie